# ヤコブ・ブラビュア
ヤコブ・ブラビュア（Jakob Blåbjerg、1995年1月11日 - ）は、デンマーク・オールボー出身の元プロサッカー選手。現役時代のポジションはDF。

## 経歴

### クラブ
地元クラブのオールボーBKで育成され、2012年9月にプロ契約を結んだ。2013年2月、スーペルリーガ・シルケボーIF戦でデビュー。2015年6月、契約を2018年まで延長。

### 代表
ユース年代からデンマーク代表に選出されている。

## 人物
オールボー大学で工学の学位を取得した。U-21デンマーク代表のドバイキャンプ中に大学の試験があり、通信で受験した。

## 代表歴
- デンマークU-16
- デンマークU-17
- デンマークU-18
- デンマークU-19
- デンマークU-20
- デンマークU-21
  - UEFA U-21欧州選手権2017
- デンマークU-23
  - 2016年リオデジャネイロオリンピック

## タイトル
オールボー
- デンマーク・スーペルリーガ (1): 2013–14
- デンマーク・カップ (1): 2013–14